# Karine Beauchard
Pour les articles homonymes, voir Beauchard.
Karine Beauchard (née le 27 novembre 1978)  est une mathématicienne française connue pour ses recherches en théorie du contrôle et à l'analyse des équations aux dérivées partielles.  Elle est professeure des universités à l'École normale supérieure de Rennes et a été chargée de Cours Peccot au Collège de France en 2007-2008.
Elle a obtenu des résultats marquants en contrôle quantique, sur le contrôle d'équations hypoelliptiques, et sur les interactions entre la géométrie (crochets de Lie) et l'analyse fonctionnelle (inégalités d'interpolation) dans le contrôle des équations différentielles. Elle a coordonné plusieurs projets de recherche.

## Formation et carrière
De 1999 à 2003, Karine Beauchard étudie à l'École normale supérieure de Cachan. Elle obtient l’agrégation en 2002 et un Diplôme d'études approfondies en analyse numérique en 2003 par l'Université Pierre-et-Marie-Curie . Elle obtient un doctorat en 2005 à l'Université Paris-Sud ; sa thèse, intitulée Contribution à l'étude de la contrôlabilité et la stabilisation de l'équation de Schrödinger, est dirigée par Jean-Michel Coron,. Elle obtient une habilitation en 2010 à Cachan, avec un mémoire d'habilitation sur Analyse et contrôle de quelques équations aux dérivées partielles . 
Elle travaille à Cachan de 2005 à 2006, et comme chargée de recherche au CNRS de 2006 à 2014, date à laquelle elle prend son poste actuel de professeure à Rennes.

## Prix et distinctions
Beauchard est chargée de cours Peccot au Collège de France en 2007-2008, donnant un cours sur le contrôle des équations de Schrödinger. En 2017, elle est lauréate du Prix Michel-Monpetit de l'Académie française des sciences. Elle devient membre junior de l'Institut universitaire de France en 2018. Elle est lauréate des Subventions scientifiques de la fondation Simone et Cino del Duca de l'Institut de France du  prix de l'Académie des Sciences 2023. 